# Алан Фрід
Альберт Джеймс Фрід, більш відомий, як Алан Фрід (англ. Albert James Freed; 15 грудня 1921, Віндбер, Пенсільванія, США — 20 січня 1965, Палм-Спрінгз, Каліфорнія, США) — американський диджей радіостанції Клівленда. За однією версією вважається, що він уперше ввів у «музичний» ужиток слово «рок-н-рол». Однак, за іншою версією — він лише його популяризував на своєму радіошоу.
У кінці 1950-х його кар'єра опинилася під загрозою через гучний скандал, який у радіоіндустрії отримав назву пейола. У 1960-му році був змушений виступати перед Конгресом США на слуханнях, присвячених розслідуванню випадків, коли за гроші або іншу вигоду від представників звукозаписних компаній диджеї лобіювали окремі композиції на радіо.
У 1986 році його ім'я було занесено до Зали слави рок-н-ролу.

## Життєпис
Народився 15 грудня 1921 року в містечку Віндбер (штат Пенсільванія). У 1933 році з сім'єю переїхав до Сейлема (штат Огайо). Тут навчався у середній школі, а опісля вступив до державного університету штату, де захопився радіо. Під час Другої світової війни працював диджеєм на радіо Збройних Сил.
Після війни працював звукооператором і спортивним коментатором. Змінивши кілька радіостанцій, врешті-решт влаштувався диск-жокеєм в Клівленді на радіостанцію WJW, де згодом став ведучим власних популярних радіошоу.

## Фільмографія
- 1956 — «Рок без упину»